# Father of All Motherfuckers
Father of All Motherfuckers (também conhecido pelo título censurado Father of All...) é o décimo terceiro álbum de estúdio da banda norte-americana de rock Green Day, lançado em fevereiro de 2020 pela Reprise Records.
Marcado por uma sonoridade direta e com influências garageiras, é um dos álbuns mais curtos do Green Day e recebeu críticas mistas a positivas da mídia especializada.

## Antecedentes
Em 9 de dezembro de 2018, o vocalista Billie Joe Armstrong revelou que estava escrevendo novas canções para um próximo álbum do Green Day. Enquanto as gravações do álbum ocorriam, a banda havia gravado dezesseis canções. No entanto, a banda achou difícil juntar todas as 16 faixas, então eles reduziram para dez faixas que consideraram as melhores para fazer a edição final. De acordo com Armstrong, a banda queria fazer uma "espécie de disco de rock 'n' roll dos velhos tempos que traça a história do rock 'n' roll". Ele afirmou que o álbum foi inspirado por bandas de glam rock como "T. Rex ou Mott the Hoople, Martha and the Vandellas, e também algum rock de garagem." "'Father of All ...' parece estar em algum lugar entre Prince e MC5", disse Armstrong.

## Composição
De acordo com o vocalista Billie Joe Armstrong, o álbum é "O novo! Soul, Motown, glam e hinos maníacos. Punks, aberrações e justiceiros!" Ele também diria que a letra é sobre "a vida E a morte da festa" e o "estilo de vida de não dar a mínima".

## Faixas
| N.º | Título                     | Duração |  |
| 1.  | "Father of All…"           | 2:31    |  |
| 2.  | "Fire, Ready, Aim"         | 1:52    |  |
| 3.  | "Oh Yeah!"                 | 2:51    |  |
| 4.  | "Meet Me on the Roof"      | 2:39    |  |
| 5.  | "I Was a Teenage Teenager" | 3:45    |  |
| 6.  | "Stab You in the Heart"    | 2:10    |  |
| 7.  | "Sugar Youth"              | 1:55    |  |
| 8.  | "Junkies On a High"        | 3:06    |  |
| 9.  | "Take the Money and Crawl" | 2:09    |  |
| 10. | "Graffitia"                | 3:18    |  |

| Faixa bônus da versão japonesa |                                    |         |  |
| N.º                            | Título                             | Duração |  |
| 11.                            | "Bang Bang (live form the Whisky)" | 3:52    |  |

## Pessoal
Banda
- Billie Joe Armstrong - vocais, guitarra, design
- Mike Dirnt - guitarra, vocais e baixo
- Tré Cool - bateria, percussão

Produção
- Butch Walker – produção, engenharia
- Chris Dugan – produção, mixagem, engenharia
- Todd Stopera – assistente de engenharia
- Tchad Blake – mixagem
- Elin B. – assistente de mixagem
- Brian Lucey – masterização
- Nathaniel Mela – técnico de baixo
- Andrew Hans Buscher – técnico de guitarra
- Chris Bilheimer – design
- Pamela Littky – fotógrafa